# أونا بوغيشا
إيشي جو تمارس الناجيناتا ببراعة – أوتاجاوا يونيوشي
أونا بوغيشا («فن المُحاربة العسكرية») يعود ذلك المصطلح إلى المحاربات النساء اللواتي ينتمين إلى الطبقة النبيلة اليابانية. خاضت العديد من النساء اليابانيات المعارك، وعادة ما يكن بجانب رجال الساموراي وكن أعضاء رتبة البوشي (ساموراي) في اليابان الإقطاعية وقد تدربن على استخدام الأسلحة لحماية منازلهم، وعائلاتهم، وشرفهم في زمن الحرب ومن أهم الرموز وأشهرها لأونا بوغيشا هنَ تومو جوزن، ناكانو تاكيكو، وهوجو ماساكو.
التاريخ
التاريخ القديم

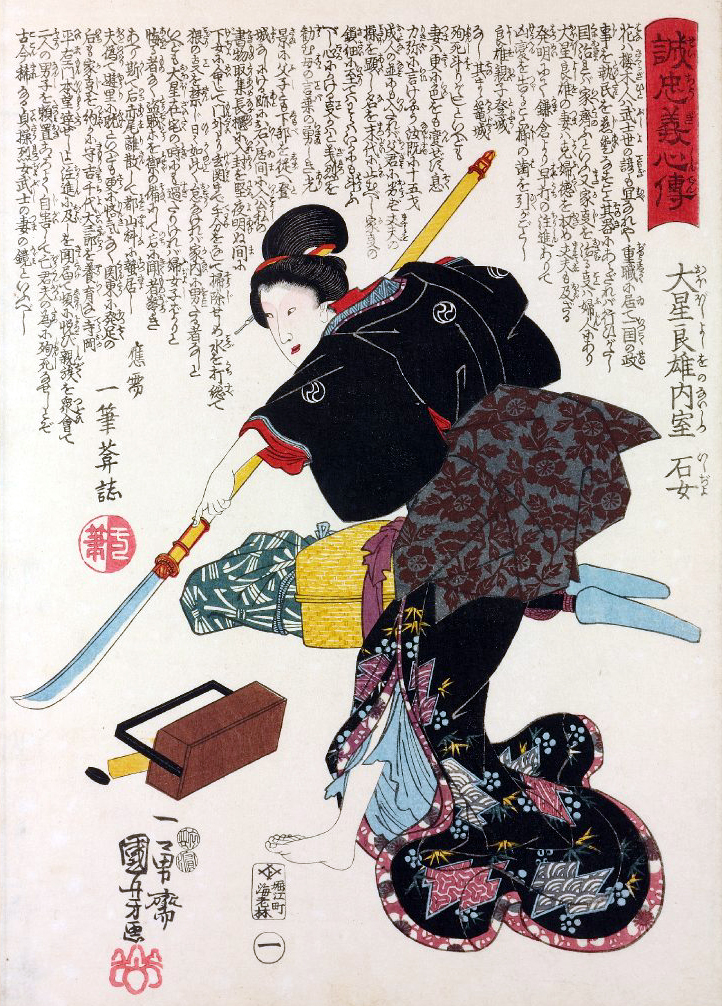

قديمًا قبل بزوغ رتبة الساموراي المشهورة، كان المقاتلين اليابانيين على تدريب عالٍ يؤهلهم من استخدام السيف والرماح وأما النساء فتعلمن استخدام ناجيناتا، كايكين وفن التاتوجستو في المعركة وحقق مثل هذا التدريب الحماية في مجتمعات يكاد ينعدم فيها المقاتلين الرجال. كانت هناك امرأة عُرفت لاحقا بالإمبراطورة جينقو (169-269 ميلادي) استخدمت مهاراتها لتؤثر على التغيير الاقتصادي والاجتماعي، اُشتهرت كأسطورة بأنها محاربة عسكرية وهي التي قادت الغزو على كوريا في سنة 200 ميلادية بعد أن توفى زوجها الإمبراطور شواي، الإمبراطور الرابع عشر لليابان وكان قد قُتل في معركة ما. [1]
طِبقا للإسطورة، فهي التي قادت الاحتلال الياباني على كوريا بإعجوبة بدون أن تريق قطرة دم واحدة وبالرغم من النزاعات حول وجودها وإنجازاتها، كانت مثالًا على المحاربة اليابانية بكل أحقيتها. بعد سنوات من موتها، كانت جينقو قادرة على أن تتفوق على التراكيب الاجتماعية والاقتصادية التي قد غُرست في اليابان ففي عام 1881، أصبحت الإمبراطورة جينقو أول امرأة تظهر على الأوراق النقدية وقد صُممت لإيقاف التزوير، وطبعت صورتها على ورقة مستطيلة الشكل. [2]
روكو سيقاوا السادس، تومو قوزن
خلال بدايات فترات الحيان والكاماكورا، النساء اللواتي كن مهمات في ساحة المعركة، كن مستثنيات عن القاعدة، فالأفكار اليابانية عن الأنوثة تُعرّض أغلب النساء لعدم القوة، بعكس دور المرأة المُحاربة. [3]
فترة الكاماكورا
حرب الجنبي سنة (1180-1185) اشتهرت بأنها المعركة بين عشيرة التايرا وعشيرة الميناموتو؛ أبرز وأقوى العشائر اليابانية في أواخر فترة الحيان كان الرائع هايكي مونوقاتاري هادئًا في بدايات القرن الثالث عشر من أجل قصص الساموراي الشجعان والمخلصين [4] من بينهم كانت تومو قوزن، خدمت تومو ميناموتو نو يوشيناكا قائد عشيرة الميناموتو وقد ساعدته في الدفاع عن نفسه ضد قوات ابن عمه، ميناموتو نو يوريتومو وفي خلال معركة أوازو في 21 فبراير 1184، اقتحمت تومو قوات العدو وألقت بنفسها على أقوى المحاربين ولم تكن تمتطي حصانًا وثبتته فأردته مقطوع الرأس. [3]
وفي قصة هيكي، تومو قد وُصفت بأن "جمالها مميز، ببشرة بيضاء، وشعر طويل، وملامح لطيفة. كانت أيضا بارعة بكونها رامية سهام قوية، وكامرأة مسلحة بالسيوف فإنها مقاتلة تساوي ألوفًا، مستعدة لمواجهة شيطان أو إله، ممتطية حصان أو على أرجلها. تعاملت مع أحصنة قوية بمهارة فائقة؛ فقد اجتازت منحدرات خطرة دون أن تصاب بأي أذى ومتى ماكانت الحرب على وشك الحدوث، فإن يوشيناكا يرسلها خارجًا كالقائدة الأولى له، مسلحة بدرع قوي، وسيف بالغ الحجم، وقوس هائل؛ كانت قد نفذت كثيرًا من الأفعال الشجاعة، أكثر من أي محاربين رجال آخرين. [3]
وبالرغم من أنه لم يؤكد على أنها شخصية تاريخية، إلا أن توموي قوزن أثرت كثيرا على التصنيف المحارب بما في ذلك الكثير من مدارس الناقيناتا التقليدية وتلقت أفعالها في المعركة اهتماما كثيرا في المسرحيات الفنية مثل توموي نو مونوقاتاري ورسومات يوكيو المتنوعة. 
بعد أن خسر هيكي أمام المحافظة الغربية في اليابان، تأسس الكاماكورا شوقوناتي عام (1185-1333) سريعًا وخاضعًا لقانون عشيرة ميناموتو نو يوريتومو. وبعد وفاته، تولت زوجته هوجو ماساكو وصاية العرش. وبذلك تصبح أول من يكون أونا بوغيشا وعضو هام في السياسة. أصبحت ماساكو راهبة بوذية، وهو مصير تقليدي للساموراي الأرملات. وأصبح معروفًا «بالعُرف العام للراهبات» كما أعدت ماساكو رتبة الساموراي ليدعم ابنها، ميناموتو نو يوري، كأول هوجو شيكن (وصي) في كاماكورا. [5]
ومن خلال الجهود المشتركة لماساكو وبعض من السياسيين، سمحت القوانين الحاكمة في محكمة الشوقن في بداية القرن الثالث عشر للنساء حقوقًا متساوية لميراث الأخ، بالرغم من أن الدور الرئيس للنساء في العصور القديمة في اليابان كانت هي الداعمة لعائلتها وزوجها وقد تقلدوا منزلة رفيعة في المنزل وأيضا سمحت هذه القوانين للنساء بالتحكم في الأموال والوصاية على الإرث والحفاظ على بيوتهم وإدارة الحاشية وتربية أبنائهم على تنشئة الساموراي اللائقة والمخلصة أيضا كان يُتوقع من النساء اليابانيات حينئذ الدفاع عن بيوتهم.
فترة الإيدو ومابعدها
وفاة ناكانو تاكيكو في حرب الإيزو
انخفض مستوى أونا بوغيشا انخفاضًا واضحًا بسبب تأثير الفلسفة الكونفوشيوسية الجديدة وتأسيس سوق الزواج في فترة الإيدو مابين (1600-1868) عامًا فتغيرت مهمة الأونا بوغيشا بالإضافة لأزواجهن ولم يعد الساموراي مهتمين بالمعارك والحرب فقد انخرطوا بالسياسة. أما النساء بالتحديد الفتيات المنتمين لأسر البطقة الراقية، تخلوا عن أحلامهم بالنجاح والقوة بسبب استبدال الأفكار الرنانة عن تكريس الشجاعة والإيثار بالنفس تدريجيًا بالانصياع المدني الساكن والخامل. 
كان السفر بالنسبة للعديد من النساء الساموراي خلال فترة الإيدو مُتطلبًا وغير مستقر (بسبب القيود الثقيلة) فكان يجب على النساء دائمًا أن يصاحبهم رجل لأنه لا يُسمح لهم بالسفر بأنفسهم بالإضافة لوجوب امتلاكهم رُخص معينة عندما يريدون أن يبدؤوا بعملهم الخاص أو ما يدفعهم إلى العمل، أيضا قد تعرض النساء الساموراي للتحرش كثيرًا من الضباط الموكلين على نقاط التفتيش. 
اختص القرن السابع عشر بتحول كبير بقبول النساء مجتمعيًا في اليابان فيرى الساموراي الرجال المرأة بأنها تحمل الأطفال فقط وأن مفهوم النساء بأن النساء مؤهلات للحرب لم يعد مقبولًا. ارتبط ذلك بالعلاقة بين الزوج وزوجته كأمير وتابعه «عادة الأزواج وزوجاتهم لا يناموا بجانب بعضهم البعض، فالزوج يزور زوجته لقضاء أي علاقة جنسية وبعد ذلك يعود لغرفته الخاصة به.» [6] 
في عام 1868 خلال معركة إيزو، كجزء من حرب البوشين كانت ناكانو تاكيكو عضو في قبيلة الإيزو وقد جُندت لتكون لواء لفيالق النساء فقاتلوا ضد هجوم جيش إمبراطوري ياباني مكون من 20.000 مقاتل في نطاق أوقاكي. كانت تاكيكو تمتلك مهارات عالية في الناجيناتا حيث انضمت مع ما يقارب 20 شخص من فيالقها إلى 3,000 شخص من الإيزو الساموراي في المعركة وتضم مقاطعة فوكوشيما في معبد هوكاي في إيزو بانجيماشي نصب تذكاري مُقام لتشريفها.
الأسلحة
أكثر سلاح شائع ومُفضل بين الأونا بوغيشا هو الناجيناتا وهو سيف طويل الذراع تقليدي بنصل معكوف في مقدمته؛ يُفضل هذا السلاح بسبب طوله لذلك بإمكانه أن يعادل ميزة القوة وحجم جسد الرجل الخصم. [7] 
```
تختص الناجيناتا بين الكاتانا والياري فتبرز فعاليتها بالقرب من ربع ميل عندما يُحاصر الخصم وأيضا نسبيًا كفوء ضد 
سلاح الفرسان
 ومن خلال أن العديد من النساء الساموراي العظماء استخدموا الناجيناتا، اندفعت الناجيناتا لتكون الصورة الرمزية للمرأة المحاربة ففي خلال فترة الإيدو ركزت المدارس على كيفية استخدام الناجيناتا والتي صُنعت وخُلدت على أيدي النساء.
```

وبالإضافة إلى أن الهدف الرئيس لأونا بوغيشا في معظم الوقت هو أن يكونوا حماةً لبيوتهن من اللصوص، وانصب التأكيد على مجموعة من الأسلحة لتكون كجزء من الهيكل الدفاعي. 